# Silvio Santos (álbum)
Silvio Santos é o quarto e último álbum do empresário e apresentador de televisão brasileiro Silvio Santos, lançado em formato CD pelo selo SBT Music em 1994. Ele é composto pelas mais famosas marchinhas de carnaval gravadas por Silvio ao longo de sua carreira. Desta forma, estão presentes neste álbum suas três músicas de maior sucesso: "Transplante de Corintiano", cuja letra faz referência à cirurgia de transplante de coração, bem como "A Pipa do Vovô", alardeando a impotência sexual masculina, e "Ritmo de Festa".

## Faixas
| N.º | Título                                                                   | Compositor(es) | Duração |  |
| 1.  | "Eu Gosto da Minha Sogra"                                                | Manoel Ferreira / Ruth Amaral                                                                                             |         |  |
| 2.  | "Batendo Palmas"                                                         | Tradicional (adaptação: João Plinta / Maestro Zezinho                                                                     |         |  |
| 3.  | "É Hora de Brincar"                                                      | Heitor Carillo / Jobá |         |  |
| 4.  | "Sorria"                                                                 | Heitor Carillo |         |  |
| 5.  | "Pot-Pourri I: A Pipa do Vovô / Transplante de Corintiano / Oi-Tá-Tá-Tá" | Manoel Ferreira / Ruth Amaral / Silvio Santos; Manoel Ferreira / Ruth Amaral / Gentil Junior; Jota Júnior / Vicente Longo |         |  |
| 6.  | "Pot-Pourri II: A Bruxa Vem Aí / Marcha do Barrigudinho / Dig Dim"       | Manoel Ferreira / Ruth Amaral; Manoel Ferreira / Gentil Junior; Vicente Longo / Waldemar Camargo                          |         |  |
| 7.  | "Samba do Corinthians"                                                   | Manoel Ferreira / Gentil Junior                                                                                           |         |  |
| 8.  | "Shalon"                                                                 | Tradicional (adaptação: Heitor Carillo)                                                                                   |         |  |
| 9.  | "A Dança do Caribe"                                                      | Renato Barbosa |         |  |
| 10. | "O Bom Menino"                                                           | Altamiro Carrilho / Irany de Oliveira                                                                                     |         |  |
| 11. | "Muito Bem (Como Vai)"                                                   | Arrelia / Manoel Ferreira / Antônio Mojica                                                                                |         |  |
| 12. | "Ritmo de Festa"                                                         | Laerte Freire / Rogê |         |  |
| 13. | "Hino das Torcidas"                                                      | Manoel Ferreira / Ruth Amaral / João Roberto Kelly                                                                        |         |  |